# Grote Prijs Raf Jonckheere 2014
De 64e editie van de Belgische wielerwedstrijd Grote Prijs Raf Jonckheere werd verreden op 28 juli 2014. De start en finish vonden plaats in Westrozebeke. De winnaar was Edward Theuns, gevolgd door Michael Van Staeyen en Rudy Barbier.

## Uitslag
| Grote Prijs Raf Jonckheere 2014 |                           |                             |            |
| Plaats                          | Naam                      | Ploeg                       | Tijd       |
| Winnaar                         | Edward Theuns             | Topsport Vlaanderen-Baloise | 3u 38' 59" |
| 2                               | Michael Van Staeyen       | Topsport Vlaanderen-Baloise | z.t.       |
| 3                               | Rudy Barbier              | Roubaix-Lille Métropole     | z.t.       |
| 4                               | Steven Caethoven          | geen                        | z.t.       |
| 5                               | Francesco Van Coppernolle | Veranclassic-Doltcini       | z.t.       |
| 6                               | Sander Helven             | Topsport Vlaanderen-Baloise | z.t.       |
| 7                               | Arne Casier               | Korail Cycling Team         | z.t.       |
| 8                               | Gorik Gardeyn             | Veranclassic-Doltcini       | z.t.       |
| 9                               | Victor Campenaerts        | Topsport Vlaanderen-Baloise | z.t.       |
| 10                              | Remco Broers              | Parkhotel Valkenburg CT     | z.t.       |

1951 · 1952 · 1953 · 1954 · 1955 · 1956 · 1957 · 1958 · 1959 · 1960 · 1961 · 1962 · 1963 · 1964 · 1965 · 1966 · 1967 · 1968 · 1969 · 1970 · 1971 · 1972 · 1973 · 1974 · 1975 · 1976 · 1977 · 1978 · 1979 · 1980 · 1981 · 1982 · 1983 · 1984 · 1985 · 1986 · 1987 · 1988 · 1989 · 1990 · 1991 · 1992 · 1993 · 1994 · 1995 · 1996 · 1997 · 1998 · 1999 · 2000 · 2001 · 2002 · 2003 · 2004 · 2005 · 2006 · 2007 · 2008 · 2009 · 2010 · 2011 · 2012 · 2013 · 2014 · 2015 · 2016 · 2017 · 2018 · 2019 · 2020 · 2021 · 2022